# Hogna unicolor
Hogna unicolor Roewer, 1959 è un ragno appartenente alla famiglia Lycosidae.

## Caratteristiche
I cheliceri sono di colore marrone scuro; la parte frontale è ricoperta da una fitta peluria giallo-rossastra.
L'olotipo femminile rinvenuto ha lunghezza totale è di 16mm; la lunghezza del cefalotorace è di 7mm; e quella dell'opistosoma è di 9mm.
L'olotipo maschile rinvenuto ha lunghezza totale è di 10mm; la lunghezza del cefalotorace è di 5mm; e quella dell'opistosoma è di 5mm.

## Distribuzione
La specie è stata reperita nel Mozambico meridionale: nei pressi della baia di Maputo (quando sono stati rinvenuti gli esemplari era denominata Baia di Delagoa).

## Tassonomia
Al 2017 non sono note sottospecie e dal 1959 non sono stati esaminati nuovi esemplari.